# Kanton Montluel
Montluel is een voormalig kanton van het Franse departement Ain. Het kanton maakte deel uit van het arrondissement Bourg-en-Bresse. Het werd opgeheven bij decreet van 13 februari 2014, met uitwerking op 22 maart 2015.

## Gemeenten
Het kanton Montluel omvatte de volgende gemeenten:
- Balan
- Béligneux
- La Boisse
- Bressolles
- Dagneux
- Montluel (hoofdplaats)
- Niévroz
- Pizay
- Sainte-Croix